# Georges Laloup
Georges Laloup (Hamay, 24 maggio 1903 – Huy, 13 marzo 1979) è stato un ciclista su strada belga, professionista dal 1927 al 1934.

## Carriera
Corridore adatto alle corse di un giorno, riuscì in carriera ad ottenere un secondo posto alla Liegi-Bastogne-Liegi, più numerosi piazzamenti di prestigio in altre semi-classiche.

## Palmarès

### Strada
- 1931 (una vittoria)

Bruxelles-Gand
- 1930 (una vittoria)

Grand Prix de la Famenne

## Piazzamenti

### Classiche monumento
- Parigi-Roubaix

1932: 24º
- Liegi-Bastogne-Liegi

1928: 14º
1929: 6º
1930: 2º
1931: 17°